# ضبر إساري الأوراق
ضبر إساري الأوراق (الاسم العلمي:Dobera loranthifolia) هو نوع من النباتات يتبع جنس الضبر من الفصيلة الأراكية.